# WR3A
World Reuse, Repair and Recycling Association (WR3A) es una compañía (consorcio) dedicada a la reforma del comercio de chatarra electrónica o e-waste en inglés. WR3A fue inspirado por las organizaciones de comercio justo.

## Historia
WR3A es una asociación de comercio justo (el nombre de la compañía Fair Trade Recycling fue reservado en el 2013) establecida para mejorar los mercados exportadores de mercancía y chatarra electrónica. WR3A fue creada en el 2006 después de una visita a China realizada por un grupo, que consistía de un reciclador estadounidense (American Retroworks Inc.), el director del programa de reciclaje de la Universidad California Davis, y un reciclador de Seattle con un punto de vista de zero-exportación. El grupo visitó tres factorías SKD. Esas factorías compran monitores de computadora con CRT que todavía funcionan de los Estados Unidos. Una vez el monitor comprado, lo desarman hasta quedar solo el tubo, el cual es inserido en un televisor nuevo o revestimiento nuevo (con partes interiores nuevas). Los fundadores de WR3A observaron que los CRTs chatarra que eran importados a la provincia china de Guiyu, eran sobras de los CRTs todavía con uso que eran comprados por las factorías. El gobierno Chino invertía y era dueño de las factorías de manufactura de CRTs, en el 2006 el gobierno comenzó a cerrar estas operaciones, alegando que eran parte del mercado gris. Muchas de estas compañías tuvieron que ser trasladadas a otros países.
WR3A propuso formar una coalición de compañías americanas para exportar solo los monitores CRT que todavía tuvieran uso, directamente a estas compañías para que fueran reutilizada, removiendo aquellas que estuvieran quemadas, dañadas o eran demasiado viejas. Las compañías estadounidenses que removían y reciclaban 1/3 de los CRTs dañados terminarían siendo beneficiadas por precios mayores y las compañías chinas podrían circunvalar las áreas de clasificación como Guiyu. Ese año WR3A fue inundado por órdenes de compañías asiáticas pidiendo CRTs.
El gobierno Chino, quien tomó control de la mayoría de la manufactura de CRTs nuevos en los años 90 se oponía al importe de CRTs usados. Mucho de los dueños de las factorías que importaban CRTs trasladaron sus compañías en el 2006 y 2007 a otros países como por ejemplo a Indonesia, Malasia y Tailandia. Otros trasladaron sus fábricas a Hong Kong y Vietnam, y después transportaban sus productos manufacturados a China vía camiones, donde eran vendidos. Estados Unidos tiene su propia compañía de restauración, Video Display Corp of Tucker, Georgia.
La organización busca incrementar el número de exportes de electrónicos a través de acuerdos de comercio justo, bajo el principio que si los exportes de computadoras son prohibidos, solo los criminosos o bandidos exportarían computadoras usadas.
La organización tiene miembros en América del Sur, África, Asia, América del Norte y Europa, todos dedicados a defender a los exportadores de electrónicos legítimos, de lo que la organización considera declaraciones falsas y difamatorias sobre la "chatarra electrónica" o la "externalización de tóxicos".

## Actividades Recientes
En abril de 2013, WR3A tuvo una cumbre de libre comercio en Middlebury College en el estado de Vermont. La cumbre juntó a investigadores de Memorial University (Canadá), Pontificia Universidad Católica de Perú, University of Southern California (USA), Massachusettes Institute of Technology (MIT), representantes de la oficina de Comercio Internacional Americano, la secretaria de la Convención Basel, Interpol y varios importadores de África, Asia y América Latina. El grupo reflexionó sobre el desarrollo beneficioso de los mercados emergentes a través del uso y reparo de electrónicos (etiquetado Tinkerer's Blessing" por Yuzo Takahashi's 2000 technology history, A Network of Tinkerers.) El papel positivo que jugó el reparo y la ingeniería de electrónicos en el desarrollo fue contrastado con el "Resource Curse" o "La Maldición de los Recursos" por el desarrollo económico a través de la explotación de los recursos naturales. Estudiantes de Middlebury College y los presentadores debatieron si una estrategia más balanceada con referencia al reciclaje de material secundario sería viable. WR3A y el Interpol tuvieron una reunión de seguimiento en julio del 2013. En noviembre del 2013, el Interpol anunció un nuevo programa de investigación para estudiar el comercio de electronics usados antes de continuar arrestando importadores africanos (Proyecto Eden)
El debate entre los defensores del comercio justo de reciclaje y la organización anti-exportación, Basel Action Network, fue publicado en USA Today 26 de septiembre de 2013, y en la revista Discovery, tal como en NIH en el 2006.
En julio del 2012, Memorial University de Newfoundland Canada, anunció un proyecto de investigación de 5 años para estudiar y mapear las rutas de las exportaciones de los electrónicos usados. W3RA es socio de la beca de investigación, como también lo son unos investigadores en universidades en Perú y California. El primer año el grupo documentará los esfuerzos para desenvolver un modelo de mercado justo en México y después investigará la posible aplicación de este modelo en Perú, Bangladés y China.
WR3A colaboró con Massachusetts Institute of Technology (MIT) para la publicación de un estudio sobre la generación de productos chatarra y su exportación. WR3A le dio a los investigadores documentación detallada de las exportaciones de los miembros de WR3A (documentación de tres años). MIT comparó los datos coleccionados de WR3A a aquellos que recibieron de ISRI, USEPA, Basel Secretaria (Ghana, Nigeria).
En mayo del 2011, WR3A fue entrevistado como parte de una revista alemana de electrónicos chatarra, que investigaba las suposiciones que los importadores africanos eran primitivos. El documental hizo una conexión entre las exportaciones y la revolución verde de Egipto.
En octubre del 2010, WR3A anunció una sociedad con Basel Action Network para reducir la destrucción innecesaria de monitores sanos en California, bajo las leyes SB20. Esto fue seguido por un reporte crítico de las políticas de cancelación de California que fue publicado en el Sacramento Bee el 19 de julio de 2010.
El 30 de julio de 2010, Discovery Noticias presentó un análisis contrastando la estrategia de comercio justo de WR3A con la de Basel Action Network (BAN) que restringe el comercio. Discovery decidió mantenerse imparcial en el tema.
En enero de 2009 la organización presentó estadísticas y una película en la ceremonia de Keynote CES 2009 en Las Vegas. Las estadísticas demostraron que el índice de crecimiento del acceso al internet es mucho más alto en países con salarios bajos. Lógicamente, no es probable que este crecimiento pueda ser logrado con computadoras nuevas, es decir que el crecimiento del acceso al internet debe de estar viniendo de computadoras usadas. WR3A también presentó una película sobre las fábricas de reutilización y renovación que demuestran prácticas eficaces y apropiadas de reciclaje.
WR3A fue contratado como consultante por la Agencia de Protección Ambiental de los Estados Unidos para su publicación en julio de 2008 titulada ‘’Electronic Waste Management in the United States‘’.